# Miguel Tarcaniota
Miguel Tarcaniota (en griego: Μιχαήλ Ταρχανειώτης) fue un aristócrata y general bizantino, activo contra los turcos y en los Balcanes desde 1278 hasta su muerte por enfermedad en 1284.

## Vida
Miguel fue el hijo de Nicéforo Tarcaniota, megadoméstico de Juan III Vatatzés, y María (Marta) Paleóloga, la hermana mayor de Miguel VIII Paleólogo. Su familia apoyó la ascensión de Paleólogo al trono, y el nuevo emperador premió a Miguel y a su joven hermano Andrónico con altos cargos:. Miguel fue nombrado protovestiarios y Andrónico fue hecho gran conostaulo.
En el año 1278, después de haber ascendido al puesto de megadoméstico, Tarcaniota acompañó a su primo, el joven coemperador Andrónico II Paleólogo a una expedición contra los turcos en Asia Menor. La campaña fue un éxito, logrando expulsar a los turcos hasta el valle del río Meandro. Tarcaniota, por orden de Andrónico, reconstruyó, fortificó y repobló la ciudad de Tralles, cambiándolo por el nombre de Andrónicopolis o Paleólogopolis. Sin embargo, unos años más tarde, la ciudad fue sitiada y tomada por el emir de Mentese.
En la primavera de 1281, Tarcaniota comando el ejército bizantino, que fue enviado para ayudar a la ciudad de Berat, en Albania, que estaba siendo sitiada por un ejército angevino. Las tropas de Tarcaniota capturaron al comandante angevino, Hugo de Sully, en una emboscada, con lo cual su ejército entró en pánico y fue derrotado con grandes pérdidas por los bizantinos. En 1283, Tarcaniota fue colocado por Andrónico II como jefe de la campaña contra Juan I Ducas de Tesalia. Las fuerzas de Tarcaniota marcharon a Tesalia, donde se les unió una flota bizantina y pusieron sitio a la ciudad portuaria de Demetrias. La ciudad cayó, pero el estallido de una epidemia (posiblemente la malaria) mató a muchos soldados, incluyendo a Tarcaniota, y obligó al resto del ejército a retirarse.

## Matrimonio
Con su esposa, una hija de nombre desconocido del megaduque Alejo Ducas Filantropeno, Miguel Tarcaniota tuvo tres hijos: un hijo desconocido que se le dio el rango de protosebasto, una hija desconocida, y el famoso general y rebelde Alejo Filantropeno el Joven.